# Vilșanka, Zboriv
Vilșanka (în ucraineană Вільшанка) este un sat în comuna Iarcivți din raionul Zboriv, regiunea Ternopil, Ucraina.

## Demografie
Componența lingvistică a localității Vilșanka
     Ucraineană (100%)
Conform recensământului din 2001, toată populația localității Vilșanka era vorbitoare de ucraineană (100%).